# Fraunhofer-Institut für Angewandte Optik und Feinmechanik
Das Fraunhofer-Institut für Angewandte Optik und Feinmechanik (Fraunhofer IOF) ist eine Einrichtung der Fraunhofer-Gesellschaft. Das Institut hat seinen Sitz in Jena, Thüringen. Seine Aktivitäten sind der angewandten Forschung und Entwicklung im Fach Naturwissenschaften auf dem Gebiet der Optik und Feinmechanik zuzuordnen. Das Institut wurde 1992 von Wolfgang Karthe gegründet.

## Forschung und Entwicklung
Das Fraunhofer IOF betreibt Forschung und Entwicklung im Bereich der optischen Systemtechnik mit dem Ziel der besseren Kontrolle von Licht – von der Erzeugung über die Führung und Manipulation bis zur Anwendung. Hervorzuheben ist die Kombination von Kompetenzen auf den Gebieten Optik und Präzisionsmechanik.
Die Schwerpunkte gehen auch aus der Abteilungsstruktur hervor:
- Optisches und mechanisches Design
- Mikro- und nanostrukturierte Optik
- Opto-mechatronische Komponenten und Systeme
- Präzisionsoptische Komponenten und Systeme
- Funktionelle Oberflächen und Schichten
- Laser- und Fasertechnologie
- Bildgebung und Sensorik
- Zukunftstechnologien

- Siehe auch: Dünnschichttechnologie, Oberflächenphysik, Mikrostrukturtechnik, Nanotechnologie, Mikrooptik, Messtechnik, Laser, Quantentechnologie

## CMN-Optics
Im Juli 2006 wurde im Fraunhofer IOF das Center for Advanced Micro- and Nano-Optics (CMN-Optics) eröffnet. Herzstück der Einrichtung ist die Elektronenstrahl-Lithografie-Anlage SB350-OS. Diese Anlage, auch „Elektronenstrahlschreiber“ genannt, ermöglicht Strukturgrößen im Bereich von 50 nm auf Substratgrößen bis zu 300 mm. Das Zentrum wird gemeinsam mit dem Institut für Angewandte Physik (IAP) der Friedrich-Schiller-Universität Jena betrieben, genutzt wird die Anlage auch vom Institut für Photonische Technologien (IPHT), Jena. Die Anlage kostete zwölf Millionen Euro und wurde aus Mitteln der Europäischen Union, des Freistaats Thüringen und der Fraunhofer-Gesellschaft finanziert.

## Kooperationen
Im Jahr 2003 hat die Fraunhofer-Gesellschaft einen Kooperationsvertrag mit der Friedrich-Schiller-Universität Jena abgeschlossen. Er ist Basis für die Zusammenarbeit zwischen den Mitarbeitern des Fraunhofer IOF und den Mitarbeitern des Instituts für Angewandte Physik der Universität Jena. Mit der Kooperation soll eine praxisnahe Ausbildung der Studenten, eine bessere Umsetzung von Forschungsergebnissen in die Praxis und die gemeinsame Nutzung der hochwertigen Geräteausstattung und Infrastrukturen beider Einrichtungen erreicht werden.
Das Institut ist Mitglied des Fraunhofer Geschäftsbereichs Vision, ein Zusammenschluss von Einrichtungen der Fraunhofer-Gesellschaft zum Thema Bildverarbeitung und maschinelles Sehen. Darüber hinaus ist es Mitglied der Fraunhofer-Allianz Space, bei der angewandte Forschung für den Weltraum betrieben wird, und der Fraunhofer-Allianz Verkehr, bei der verkehrsrelevante Forschung im Fokus steht.

## Infrastruktur

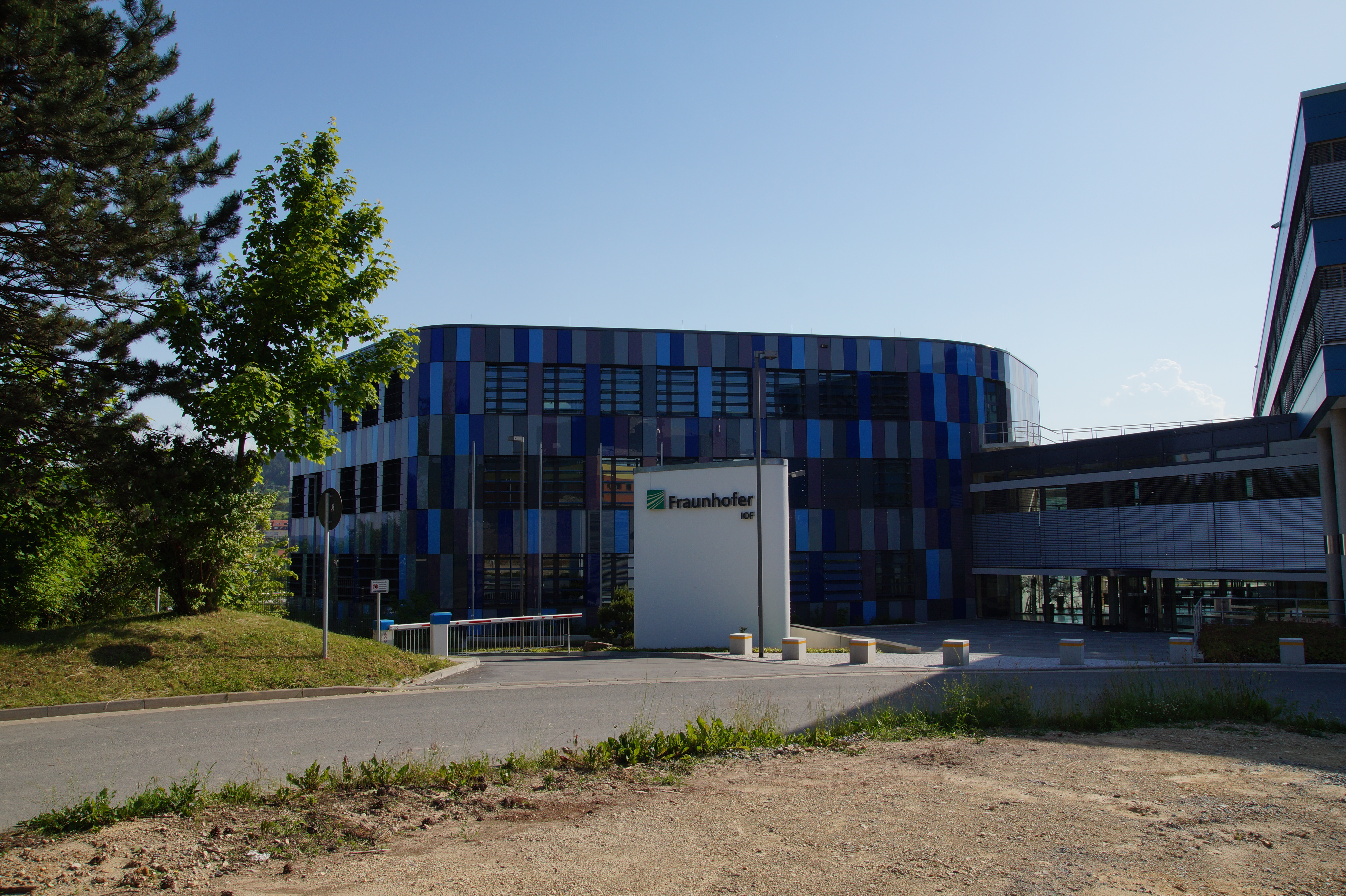
Moderner Erweiterungsbau des IOF

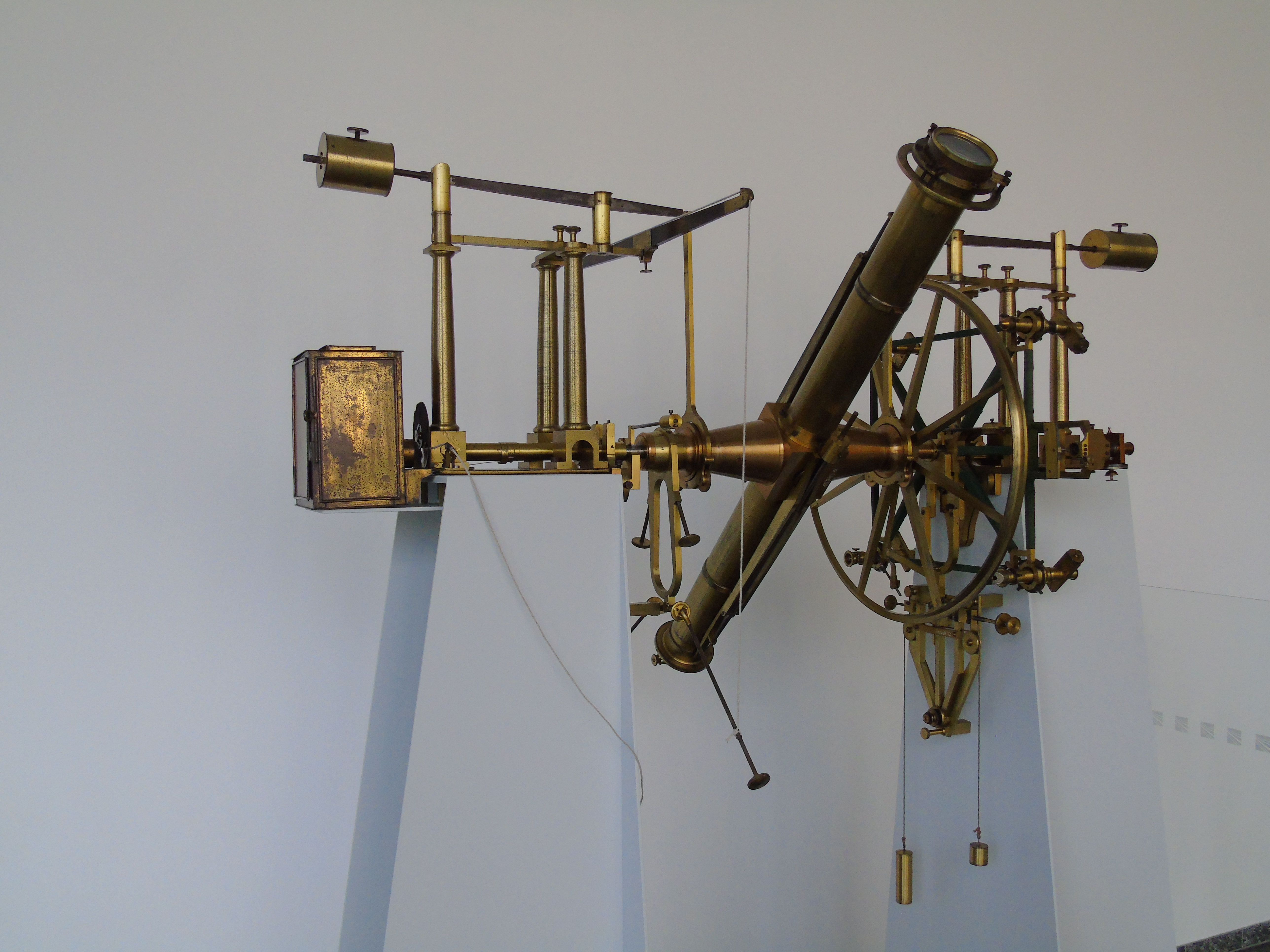
Feinmechanik aus dem 19. Jahrhundert: Meridiankreisinstrument im Foyer des Instituts

Ende 2020 waren am Fraunhofer IOF ca. 330 Mitarbeiter beschäftigt, der überwiegende Teil davon sind Wissenschaftler und Techniker.
Der Betriebshaushalt des Fraunhofer IOF lag im Geschäftsjahr 2020 bei 51,5 Millionen Euro.
Das Institut wird seit 2003 von Andreas Tünnermann geleitet, der auch Direktor des Instituts für Angewandte Physik der Friedrich-Schiller-Universität Jena ist.
Das Institut verfügt über Labore auf einer Fläche von 3830 m² zuzüglich 1115 m² Reinraum (ISO Klasse 1 – ISO Klasse 7), eine Mechanik-Werkstatt sowie ein Versuchsfeld für Test- und Demonstrationszwecke.
In den Jahren 2002 und 2013 wurden auf dem Beutenberg Campus in Jena jeweils Erweiterungsbauten errichtet.
2017 wurde ein Fasertechnologiezentrum am Fraunhofer IOF eingeweiht, zu dem neue Labore zur Fertigung von aktiven und passiven mikro- und nanostrukturierten optischen Fasern und ein Faserziehturm gehört.

## Auszeichnungen
- Deutscher Zukunftspreis 2007

Gemeinsam mit dem Halbleiter-Hersteller-Unternehmen Osram Opto Semiconductors aus Regensburg haben Forscher des Jenaer Fraunhofer-Instituts, geleitet von Andreas Bräuer, am 6. Dezember 2007 den mit 250.000 Euro dotierten Deutschen Zukunftspreis erhalten. Ihre Innovation bestand aus verbesserten Chips, einem Gehäuse und einer Spezialoptik, die leistungsstärkere Leuchtdioden ermöglichen.
- Deutscher Zukunftspreis 2013

Stefan Nolte (Fraunhofer IOF und Friedrich-Schiller-Universität Jena) erhielt zusammen mit Jens König (Robert Bosch GmbH) und Dirk Sutter (Trumpf Laser) am 4. Dezember 2013 den Preis für ihre Arbeiten mit Ultrakurzpulslasern.
- Deutscher Zukunftspreis 2020

Für ihr Projekt »EUV-Lithographie – Neues Licht für das digitale Zeitalter« wurde das Experten-Team um Sergiy Yulin (Fraunhofer IOF), Peter Kürz (ZEISS Sparte Semiconductor Manufacturing Technology (SMT)), und Michael Kösters (TRUMPF Lasersystems for Semiconductor Manufacturing) mit dem Preis für Technik und Innovation ausgezeichnet.